# Чандарлъ (фамилия)
Фамилията Чандарлъ е видна турска политическа фамилия, която дава на Османската империя пет велики везири през XIV и XV век. По това време това е вторият по важност род след самата османска династия.

## Предистория и история
За разлика от други европейски монархии, освен Османската династия, Османската империя няма аристокрация. Няма разлика между благородния и скромния произход и всички имат равни шансове да достигнат високи чинове. Единствената предпоставка за официално назначение е приемането на исляма. Семейства като Чандарлъ (и по-късно албанското семейство Кьопрюлю ) успяват да спечелят благоволение от монархическото семейство, създавайки политически династии с няколко поколения и натрупвайки големи богатства.
Корените на семейството могат да бъдат проследени до село Чандар (сега наричано Cendere, част от провинция Анкара, Турция ) в Централен Анадол. След основаването на Османския бейлик (предшественик на Османската империя), семейството се установява в Изник (древна Никея; днес в провинция Бурса, Турция). Те са членове на традицията на Ахи и в ранните години на бейлика един член на семейството става кадия (съдия) на Биледжик през 1326 година. Между 1365 и 1499 г. петима члена на фамилията стават велики везири. В период от 88 години (между 1365 и 1453 г.) чрез първите четирима от тях семейство Чандарлъ заема поста в продължение на 64 години, нещо уникално в османската история.

## Упадък през 1453 г.
Султан Мехмед II не харесва великия везир Чандарлъ Халил паша-младши, когото наследява от покойния си баща Мурад II, сядайки на престола през 1451 г. След като през 1453 г. завладява Константинопол (Истанбул), той екзекутира Халил, което го прави първият от много екзекутирани велики везири. След Халил четирима от неговите велики везири са с девширме (т.е. нетурски и немюсюлмански) произход.

## По-късни години
Въпреки че петият член на фамилията Чандарлъ (Чандарлъ Ибрахим паша-младши) успява да достигне поста на велик везир по време на управлението на Баязид II през 1498 г., семейството така и не се възстановява напълно от шока от 1453 г. В по-късните години други двама членове на семейството също работят за империята: Иса паша (починал 1549 г.) и Халил бей (починал 1568 г.) служат в имперската бюрокрация, но не станават част от Високата порта, централното имперско правителство.

## Списък на великите везири от семейството
| Име                               | Мандат      | Султан (и)                                                  |
| --------------------------------- | ----------- | ----------------------------------------------------------- |
| Чандарлъ Кара Халил Хайредин паша | 1364 –1387  | Мурад I                                                     |
| Чандарлъ Али паша                 | 1387 – 1406 | Мурад I, Баязид I, Сюлейман Челеби (Османско междуцарствие) |
| Чандарлъ Ибрахим паша-старши      | 1421 – 1429 | Мурад II                                                    |
| Чандарлъ Халил паша-младши        | 1439 – 1453 | Мурад II, Мехмед II                                         |
| Чандарлъ Ибрахим паша-младши      | 1498 –1499  | Баязид II                                                   |